# Eadweard Muybridge
Eadweard J. Muybridge (Kingston upon Thames, Egyesült Királyság, 1830. április 9. – Kingston upon Thames, 1904. május 8.) holland származású angol fényképész, a mozgófilm fejlesztésének úttörője, aki többnyire az Egyesült Államokban élt és dolgozott. Több kamerából álló rendszerrel készített felvételeket különböző mozgásokról.

## Élete
Susannah és John Muggeridge négy gyermeke közül az egyik volt James. Szülei kereskedők voltak, eleinte szenet, később gabonát árusítottak. Életében többször változtatta meg nevét. Elsőnek keresztnevét Eduardo Santiagóra, a vezetékneve pedig több változatban is fennmaradt (Muggridge, Muygridge és Muybridge) az 1860-as évektől. Az 1870-es években keresztnevét Eadweardra cserélte, és később az Eadweard Muybridge név mellett maradt. A sírkövére az Eadweard Maybridge név került.
1851–52 körül New Yorkba ment, ahol a London Printing and Publishing Company ügynöke volt és azzal foglalkozott, hogy a Londonból importált bekötetlen köteteket bekössék és forgalmazzák az Egyesült Államokban. Ezzel egy időben az amerikai Johnson, Fry and Company könyvkiadó számára is dolgozott, aminek Bostonban, New Yorkban és Philadelphiában is voltak irodái. Úgy tűnik, munkája sok utazással járt.
1855-ben San Franciscóba érkezett, és a 113 Montgomery Street cím alatt dolgozott mint könyvkiadó és -kereskedő az 1850-es évek végéig. 1858 körül Muybridge fivére, George csatlakozott hozzá a könyvüzletben, majd legfiatalabb testvérük, Thomas. George nem sokkal később meghalt, valószínűleg tuberkulózisban.
1860-ban Eadweard elhatározta, hogy visszatér New Yorkba majd Londonba, valószínűleg üzleti ügyben. A New Yorkba tartó úton az őt szállító postakocsi (az Overland Stage) 1860. július 2-án balesetet szenvedett északkelet-Texasban. Muybridge-et komoly fejsérülés érte, a baleset utáni hónapokban nem érezte az ízeket, szagokat és átmenetileg a hallását is elvesztette. Két hónapos New York-i lábadozás után folytatta útját Londonba, ahol Sir William Gull, Viktória brit királynő privát orvosa felügyelte a gyógyulását. Összességében egy év alatt épült fel a balesetben szerzett sérüléseiből.
Lábadozása alatt tovább foglalkozott a fotózással és elsajátította a nedves kollódiumos eljárást.
1867-ben visszatért San Franciscóba, és gyorsan sikeres fényképésszé vált. Főleg táj- és épületfotókkal foglalkozott, habár mint portréfotós is hirdette magát. A Yosemite Nemzeti Park fotózásával alapozta meg hírnevét, ahova 1867-ben és 1872-ben tett utazást. Igen nagy méretű, 50×61 cm-es készülékével kolloidos eljárással készített képeket. 1868-ban Vancouverbe és Alaszkába ment; később a Csendes-óceán partja mentén világítótornyokat fényképezett, majd a Farallon-szigeteket, gejzíreket és vasútvonalakat.
1872-ben Muybridge a San Franciscó-i Bradley and Rulofson stúdió alkalmazásában állt, ahol a szabadtéri felvételek specialistája volt.

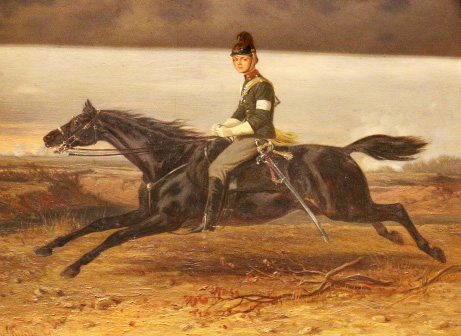
A vágtató ló korabeli tipikus (hibás) ábrázolása, amikor mind a négy láb kinyújtva a levegőben van – ez a valóságban soha nem áll elő

1872-ben Leland Stanford – Kalifornia volt kormányzója majd szenátora, a Central Pacific Railroad vasúttársaság elnöke és gazdag versenyló-tulajdonos – felvetette a korábban már vitatott kérdést, miszerint a vágtató lónál van-e olyan pillanat, amikor egyik patája se érinti a földet, és ha igen, mikor. Korábban erre többen keresték a választ sikertelenül. A korabeli festmények alapján úgy sejtették, hogy ha van ilyen pillanat, az akkor következik be, amikor ki vannak nyújtva a ló lábai. Stanford 1872-ben megbízást adott a Bradley and Rulofson stúdió számára arra a feladatra, hogy válaszolja meg a kérdést; a munkát Muybridge kapta meg.  Már 1873-ban ért el valamennyi eredményt ezen a téren, de ezek a képek elmosódottak voltak, ezért nem feleltek meg az újságok igényeinek, és amiatt nem jelentek meg a nyilvánosság előtt, és nem is maradtak fenn. Az azonban látszott rajtuk, hogy a ló patái bizonyos időben mind a levegőben vannak, ezért a kísérletek folytatták. A legkorábbi kísérleti fényképekről csak rajzok formájában maradtak fenn másolatok, ezek jelenleg az Iris and B. Gerald Cantor Center for Visual Arts gyűjteményben láthatók (Stanford University). Egy Currier & Ives litográfia már 1873-ban megjelent az Occident nevű ló ügetéséről.
1873-ban megbízták, hogy készítsen fotókat a modok indiánok ellen folytatott háborúban.
1874-ben Muybridge karrierjét családi dráma roppantotta meg.
1871-ben, 41 évesen feleségül vette a 21 éves, elvált Flora Stone-t. A következő évben Flora viszonyt kezdett a felelőtlen társasági életet élő Harry Larkyns őrnaggyal. Muybridge tudomást szerzett erről, ekkor a viszony látszólag abbamaradt. Amikor Flora 1873-ban terhes lett, Muybridge-nek nem volt oka rá, hogy a gyermek származását kétségbe vonja. Miután a gyermek megszületett, a Floredo nevet kapta. Muybridge egy fényképet talált róla a felesége holmija között, amit nem ő készített. A fénykép hátulján a „kis Harry” felirat volt, így azt feltehetően Harry Larkyns küldte az asszonynak.
Muybridge igen dühös lett és bosszút akart állni a csábítón. 100 km-t utazott a Napa County északkeleti részében fekvő Calistoga nevű településre. Megtudta Harry Larkyns címét, odament a házához, és amikor a férfi kinyitotta az ajtót, Muybridge szíven lőtte. A férfi azonnal meghalt.
Muybridge-et letartóztatták és bíróság elé állították, de felmentették a gyilkosság vádja alól, mert azt a családja védelme miatt követte el. Ennek ellenére önkéntes száműzetésbe vonult, és Dél-Amerikába utazott, ahol a következő évben Guatemala és Panama tájait fényképezte, azon belül a kávéültetvényeken folyó munkát.
1877 januárjában visszatért az USA-ba és rögtön két drámai hatású panorámaképet készített San Franciscóról a California Street nevű utcából (ami a város fölé magasodik). A kisebbik panorámakép 22 képből áll, amik egyenként 18x20 cm-esek. A nagyobbik 13 képből áll, amik mérete 53x41 cm. Ezeknek a panorámáknak az elkészítése után kezdett a mozgás megörökítésével kísérletezni, amik miatt később világhírű lett.
Muybridge 1877-ben új eszközökkel és fényérzékenyebb anyagokkal elkészítette az első olyan képet, amelyen Stanford lovának, Occidentnek mind a négy lába a levegőben van, ám a képpel kapcsolatban kételyek merültek fel, mivel csak az eredeti képről készített fametszet maradt fenn.

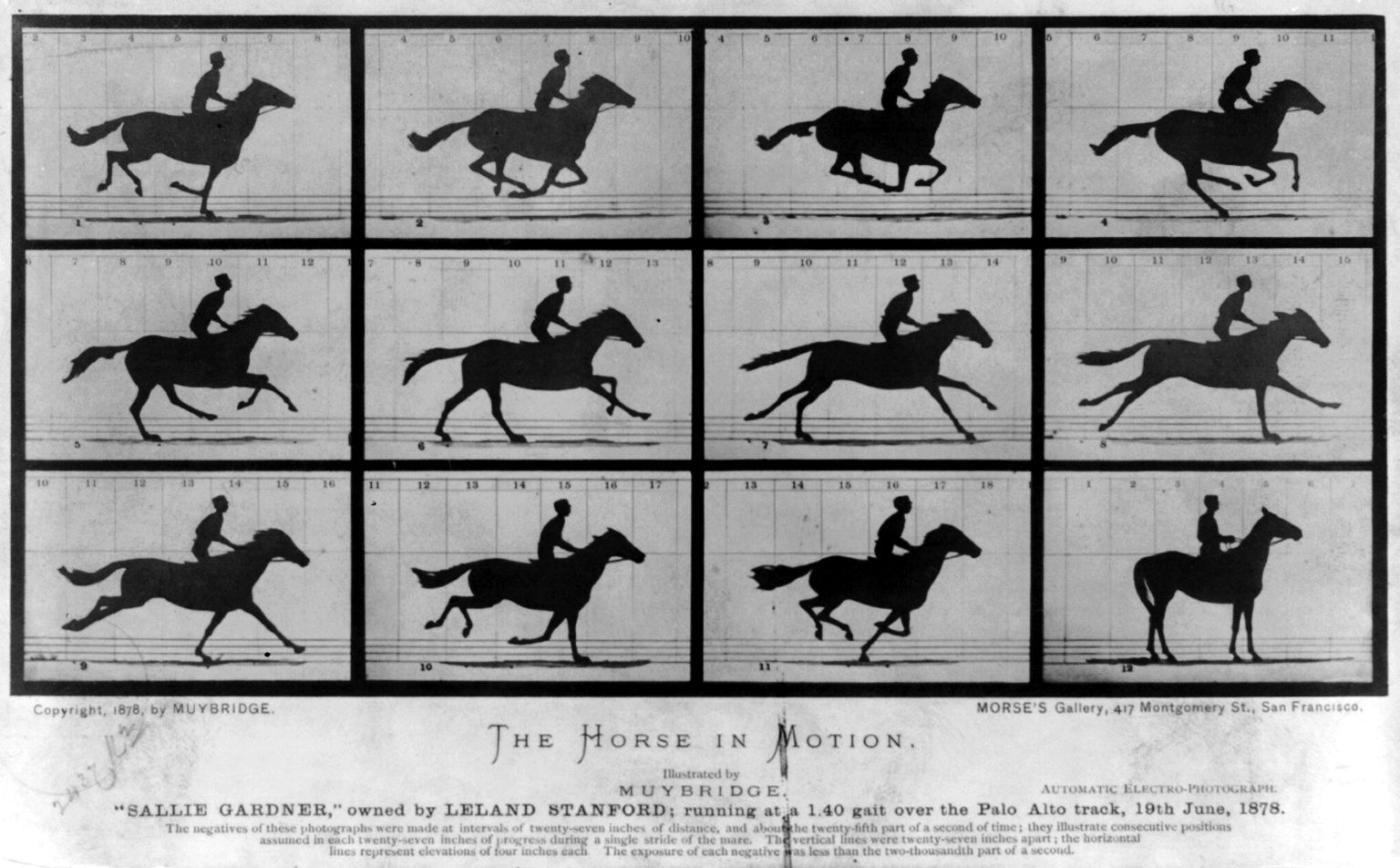
A mozgó ló: Sallie Gardner (1878)

1878-ban, Stanford ismételt anyagi támogatásával Muybridge tizenkét kamerát állított egymás mellé, amelyek egymástól eltérő időben exponáltak, amikor a vágtató ló az adott kamera előtt haladt el (az exponálást a pályán elhelyezett vezetékek elektromos úton indították). A felvételek készítésének pontos idejét egy kronográf ezredmásodperces pontossággal mérte. A fotóknak köszönhetően kiderült, hogy ló mind a négy lába akkor van levegőben, amikor maga alá húzza, és nem amikor kinyújtja.
Muybridge és Stanford is publikálni kezdte a Muybridge által készített képeket, amik tulajdonjogán nem tudtak megegyezni. Kapcsolatuk akkor romlott meg véglegesen, amikor Stanford megkérte Stillman nevű orvos barátját, hogy írjon szöveget a képek alá. Az album The Horse in Motion as Shown by Instantaneous Photography with a Study on Animal Mechanics címmel 1882-ben jelent meg, és Muybridge neve nem volt feltüntetve a címlapon, a könyvben csak megemlítik, mint tehetséges fényképészt. Muybridge beperelte Stanfordot, de elvesztette a pert, mert a bíróság azt állapította meg, hogy a fényképek kivitelezése nagyban függött az elektromos kioldószerkezet működésén, amit a Stanford alkalmazásában álló John D. Isaacs nevű mérnök alkotott meg.
A sorozatképeket az általa szabadalmaztatott zoopraxiscope segítségével – ami egyfajta továbbfejlesztett fenakisztoszkóp –  animálta. Ennek során a sorozatképekből rajzokat készítettek, amik gyors egymásutánban megtekintve a mozgás illúzióját keltették. Az átrajzolásra azért volt szükség, mert a képeket meg kellett nyújtani. Ez a találmánya első alkalommal 1879-ben jelent meg. A technikai elvet ma is használják stop-motion néven.
A Stanforddal való szakítás után lehetséges támogatókat keresett munkája folytatásához. Erre a Pennsylvania Egyetem vállalkozott, akik laboratóriumot és felszerelést biztosítottak számára az egyetem területén. 1884 és 1886 között 781 sorozatképet készített. Ez a munkája 1887-ben tizenegy kötetben jelent meg Animal Locomotion címmel (több mint húszezer felvétellel), mozgó emberekről és állatokról. A modellek többsége férfi volt, többnyire a Pennsylvania Egyetem hallgatói, akik az általuk bemutatott sportágban (birkózás, futás, súlylökés, távolugrás, baseball, vívás stb.) kiemelkedő eredményt értek el. A nők művészek modelljei voltak. Több sorozatképet egyszerre két vagy három nézőpontból rögzített.
A Pennsylvania Egyetemen alkalmazott technika lényegesen különbözött a Kaliforniában alkalmazottól. Ott a ló patáinak nyomása indította a felvételeket, ez azonban emberek mozgásának megörökítésére kevéssé volt alkalmas, mivel az emberi mozgás sok esetben nem volt egyenletes, vagy egy helyben történt. Ezért Muybridge olyan időzítést alkalmazott, ami szabályos időközökkel készítette el a felvételeket. A korábbiakkal ellentétben akár 30 kamerát is alkalmazott egy-egy felvételsorozathoz, amik különböző szögből örökítették meg az eseménysort. Fotólemezként száraz zselatint használt, ami gyorsabb és kényelmesebb képkészítést tett lehetővé, mint a nedves eljárás, ami korábban elérhető volt.
A modellként használt férfiak és nők vagy meztelenek, vagy csak  ágyékkötőt viselnek. A megörökített tevékenységek hétköznapiak: séta, futás, ugrás, tánc. Egyes képeken a nők vizet öntenek egymás fejére.  Különlegesek azok a képek, amiken valamilyen deformitás látható, például amputált lábú ember, vagy kórosan elhízott asszony. Az egyik képen sclerosis multiplexben szenvedő lány látható. Ezek a képek már előrevetítik a fényképek alkalmazását az orvosi diagnózisban és általában a tudományos vizsgálatok területén.
A képek a festőművészekre is hatással voltak. Az Animal Locomotion kiadványt sok művész rendelte meg, köztük például Lawrence Alma-Tadema, Ernest Meissonier, John Everett Millais, William Bouguereau, August Rodin és James Abbott McNeill Whistler.
Az Animal Locomotion kiadása után Muybridge visszavonult a fényképezéstől, előadásokat tartott és írással foglalkozott.
1894-ben visszatért Angliába, ahol 1904-ben meghalt.

## Érdekesség
- Sok munkája „Helios” művésznév alatt jelent meg, utalva a Napra, aminek fénye elengedhetetlen volt a munkájához, illetve a „the Flying Studio” megjelölést is használta.

## Mozgásfázisok

Eadweard Muybridge fenakisztoszkópja: Keringőző pár

Ló és lovas
Bölény
Lépcsőn lemenő nő
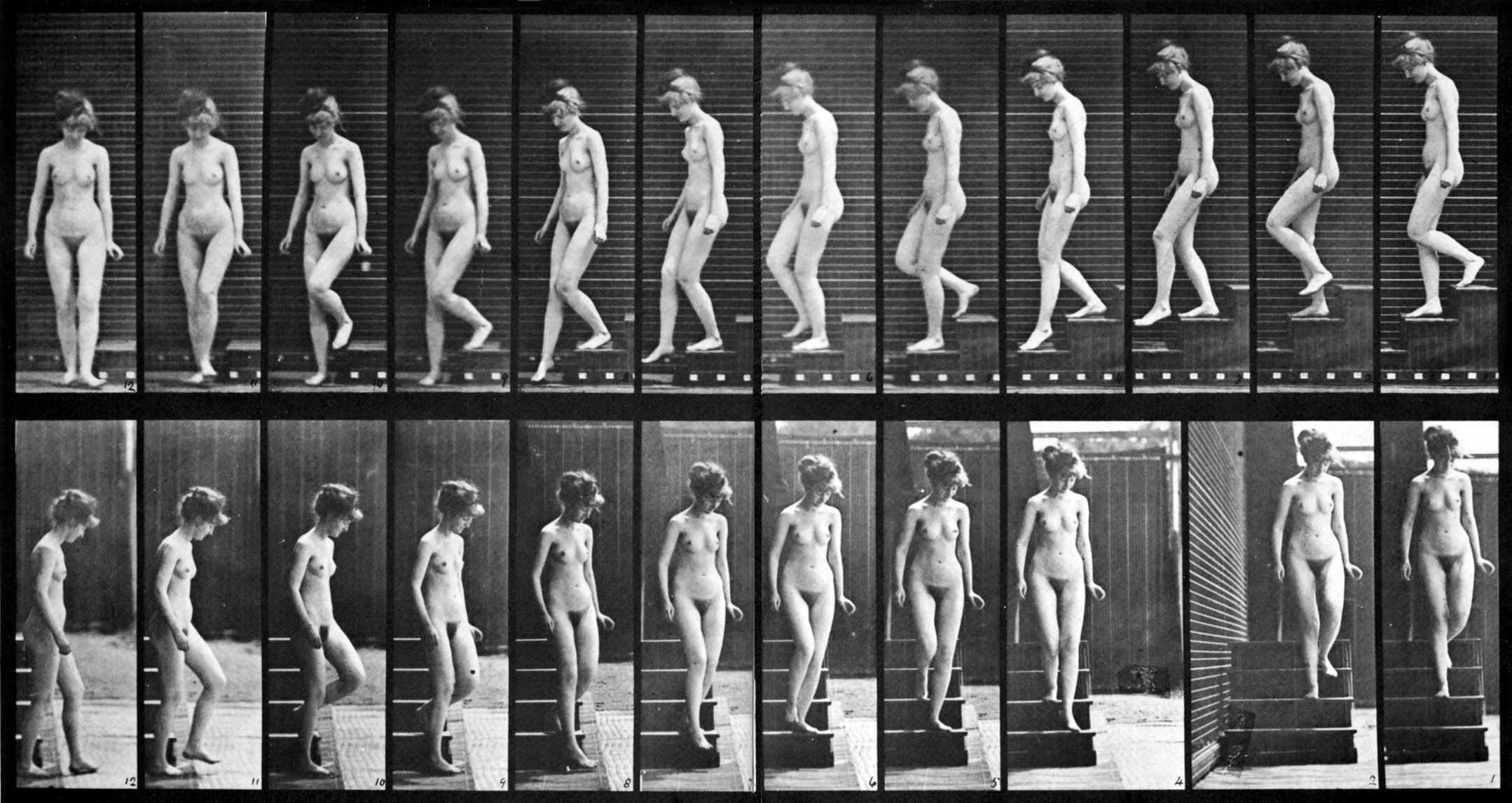
Muybridge fotósorozata: Lépcsőn lemenő nő